# Bernard Bartlicius
Bernard Bartlicius, narozen jako Matěj Peldřimovský, řádovým jménem Bernardus a S. Philippo Nerio, (13. února 1646 Strážnice – 20. července 1716 Lipník nad Bečvou) byl český piaristický historik, provinciál a asistent generála řádu. Působil jako rektor kolejí v Litomyšli, Kroměříži, Příboře a Lipníku. Utřídil archiv piaristů v Římě a zpracoval historii řádu.

## Život
Narodil se roku 1646 ve Strážnici jako syn Václava Peldřimovského a byl pokřtěn jménem Matěj. Původ příjmení Bartlicius není znám. V některých záznamech je uváděno ve formě Bartl, Partlik či Bartelsmann. Předpokládá ze, že rodina užívala dvě alternativní příjmení, přičemž Bartlicius vznikl polatinštěním jednoho z nich. Matěj pravděpodobně ve Strážnici absolvoval piaristické gymnázium a poté vstoupil do řádu. Při obláčce v roce 1664 v Lipníku přijal řádové jméno Bernardus a S. Philippo Nerio. Po studiích v Lipníku, Hornu a Mikulově přijal v roce 1667 v Olomouci nižší svěcení z rukou biskupa Karla z Lichtenštejna. Studia dokončil v Litomyšli a roku 1671 byl opět v Olomouci vysvěcen na kněze. Dále působil jako učitel na různých piaristických školách. Roku 1686 se stal rektorem koleje v Litomyšli, v roce 1689 odešel jako rektor do koleje v Kroměříži. Během svého pobytu se stal důvěrným rádcem a blízkým spolupracovníkem biskupa Karla z Lichtenštejna. Podílel se na zakládání kolejí ve Staré Vodě a Příboře. Po opětovném krátkém působení v Litomyšli se v roce 1694 stal prvním rektorem v Příboře, o tři roky později se vrátil do Kroměříže.
Na provinciální kapitule v Mikulově v roce 1696 byl Bartlicius zvolen zástupcem provincie na generální kapitulu v Římě v roce 1700. Tam byl jako jediný neitalský člen zvolen jedním ze čtyř asistentů generála řádu. Během svého pobytu v Římě utřídil piaristický archiv a na jeho základě sepsal šestidílné anály řádu. V roce 1706 se vrátil na Moravu a stal se provinciálem. Z Říma přivezl velké množství výpisků týkajících se především historie piaristů v českých zemích a působení piaristů „moravského jazyka" v Polsku. Po uplynutí obvyklého tříletého období byl zproštěn funkce a za další působiště si zvolil kolej v Lipníku. Pod jeho vedením pořizovali novici opisy análů pro ostatní koleje v provincii. V roce 1712 opět zastupoval provincii v Římě. Zemřel roku 1716 v Lipníku.
V Bartliciově práci je patrné české a slovanské barokní vlastenectví a vztah k českému jazyku. Jeho dílo nevyšlo tiskem, ale bylo v mnoha opisech šířeno v piaristických kolejích. Lze jej považovat za počátek českého piaristického dějepisectví.